# Муллинс, Юстас
Муллинс, Юстас Кларенс (младший), (9 марта 1923 года — 2 февраля 2010 года) — американский писатель, политический обозреватель, биограф, популист и антисемит. Самой известной работой автора является книга «Секреты Федерального резерва» (англ. The Secrets of The Federal Reserve). Наряду с Нестой Вебстер (англ. Nesta Helen Webster) известен, как один из виднейших представителей жанра о «теории заговора».

## Биография
Юстас Муллинс (младший) родился в городе Роанок (штат Виргиния, США). Был третьим ребенком в семье Юстаса Муллинса (1899—1961) и его жены Джейн Кэтрин Мьюз (1897—1971). Его отец был продавцом в магазине одежды. Юстас Муллинс получил образование в Университете Вашингтона и Ли, Университете Нью-Йорка, Университете Северной Дакоты и Институте современных искусств (англ. Institute of Contemporary Arts). В декабре 1942 года в Шарлотсвилле поступил на военную службу в качестве уорент-офицера. Ветеран Военно-воздушных сил США, отслуживший тридцать восемь месяцев во время Второй мировой войны в армейских частях. В период с 1946 по 1959 годы часто навещал поэта Эзру Паунд во время нахождения последнего на лечении в Госпитале святой Елизаветы для душевнобольных. Согласно Юстасу Муллинсу именно Эзра Паунд подал ему мысль об исследованиях, которые легли в основу книги «Секреты Федерального резерва».
В 1950 году Юстас Муллинс работал референтом в Библиотеке Конгресса и по работе сотрудничал с сенатором Джозефом Маккарти, проводившим расследования источников финансирования Коммунистической партии. Позже Муллинс отмечал, что верил в то, что Маккарти «развернул активную борьбу против коммунизма». Сразу же после выхода его первой книги в 1952 году он был уволен из Библиотеки Конгресса. В 1950-х Муллинс писал для придерживающегося антисемитских и антикоммунистических взглядов Конда Макгинли (англ. Michael Conde McGinley), владевшего газетой «Здравый смысл» (англ. Common Sense). Газета Макгинли рекламировала второе издание книги Юстаса Муллинса на тему Федерального резерва, увидевшей свет в 1954 году, под названием «Заговор Федерального резерва» (англ. The Federal Reserve Conspiracy). В это же время Муллинс пишет статьи для чикагской газеты «Женский голос» (англ. Women's Voice). В 1995 году пишет статьи для журнала «Власть криминала» (Criminal Politics). Незадолго перед своей смертью писал статьи для журнала ультраправых американских ревизионистов «Barnes Review», редактором которого был Уиллис Карто. С середины 1970-х годов и до конца своей жизни Юстас Муллинс проживал в городе Стонтон (штат Виргиния), в доме на Мэдисон Плейс (Madison Place).

## Работы
В предисловии к своей книге «Секреты Федерального Резерва» (англ. The Secrets of the Federal Reserve) Юстас Муллинс так комментирует те обстоятельства, которые побудили его к проведению расследования возникновения и создания Федерального Резерва:
В 1949 году я навещал политического заключенного Эзру Паунда в Госпитале святой Елизаветы, штат Вашингтон, округ Колумбия. Доктор Паунд поинтересовался — известно ли мне о такой системе, как Федеральный Резерв. Мне тогда было двадцать пять лет, и я ответил, что никогда не слышал ни о чем подобном. Тогда он показал мне надпись на десятидолларовой банкноте «Federal Reserve Note» и попросил меня заняться поисками информации по Федеральному Резерву в Библиотеке Конгресса. По той причине, что Паунд без суда и следствия был помещен в психиатрическую лечебницу федеральным правительством США, он сам не мог лично присутствовать в Библиотеке. После того, как в США он получил отказ в эфирном времени, доктор Паунд вел передачи из Италии, в которых призывал американский народ не участвовать в военных действиях. Франклин Рузвельт лично отдал приказ о преследовании Эзры Паунда…
После того, как Юстас Муллинс сказал доктору Паунду о том, что он не имеет интереса к этой теме, по причине написания новеллы Паунд сделал ему предложение:
Доктор Паунд обещал мне каждую неделю выплачивать вознаграждение в десять долларов. В ходе моих первоначальных исследований я нашел доказательства того, как разработанный международными банковскими группами секретный акт о Федеральном Резерве (англ. Federal Reserve Act) был принят Конгрессом в виде закона. Эти доказательства подтвердили подозрения Паунда и он напутствовал меня — «Вы должны написать детективный рассказ о ваших исследованиях»".
Муллинс завершил работу в 1950-м году и начал поиск издателя. Восемнадцать издательств отказали ему без объяснения причин, пока Девин Гаррет (англ. Devin Garrett), президент издательской компании Девин-Адэр Паблишинг Компани (англ. Devin-Adair Publishing Company), не сказал ему: «Мне нравится ваша книга, но я не могу её напечатать. Думаю, что и в Нью-Йорке никто вам не поможет. Вам лучше забыть об издании этой книги». В конечном счете, книга была издана двумя последователями Юстаса Муллинса — Джоном Каспером (англ. John Kasper) и Дэвидом Хортоном (англ. David Horton) под названием «Муллинс о Федеральном Резерве» (англ. Mullins on the Federal Reserve). В своей книге «Муллинс о Федеральном Резерве», изданной в 1952-м году (в 1982 году издание было дополнено и вышло под названием «Секреты Федерального Резерва») автор приводит доводы о наличии заговора между Полом Варбургом (нем. Paul Moritz Warburg), Эдуардом Хаузом (англ. Edward M. House), Вудро Вильсоном (англ. Woodrow Wilson), Джоном Пирпонтом Морганом (англ. John Pierpont Morgan), Бенжамином Стронгом (англ. Benjamin Strong), Отто Каном (нем. Otto Hermann Kahn), семьями Рокфеллеров (англ. Rockefeller family) и Ротшильдов (англ. Rothschild family) и другими европейскими и американскими банкирами, который имел целью создание Федерального Резерва США. Юстас Муллинс полагал, что акт о Федеральном Резерве от 1913 года противоречит первой статье, восьмой секции, пятому параграфу американской Конституции (англ. Article 1, Section 8, Paragraph 5) и создает систему Центрального банка в США. Муллинс так же полагает, что Первая мировая война, сельскохозяйственный кризис в двадцатых годах двадцатого века в США, Великая депрессия 1929 года были вызваны международными банкирами в собственных интересах в целях извлечения прибыли во время нестабильной обстановки. Юстас Муллинс ссылается на Томаса Джефферсона, который был противником создания центрального банка в США. Во втором издании своей книги от 1983 года Юстас Муллинс полагает, что компании «Кун, Леб и Ко» (англ. Kuhn, Loeb & Co) и «Дом Моргана» (англ. J.P. Morgan & Co) выступают в качестве ширмы семейства Ротшильд. В этом издании Муллинс так же высказывает предположение о тесном переплетении интересов финансового капитала с интересами компании «Генри Шредер Компани» (англ. J. Henry Schroder Company) и интересами братьев Даллес (англ. Dulles brothers). Муллинс полагает, что компания Шредера и братья Даллес тайно финансировали Адольфа Гитлера, что контрастирует с взглядами его наставника Эзры Паунда, который считал, что Гитлер является независимым лицом борющегося с мировой финансовой системой.
В дополнении ко всему автор утверждает, что семья Ротшильдов является наиболее влиятельной силой в мировой политике и экономике. Далее, автор излагает мысль о том, что большей частью акций банков участников ФРС владеет картель банкиров из Лондона. В своей книге Муллинс пытается проследить то, каким образом в ходе сделок по слиянию и поглощению менялись хозяева акций банков, входящих в систему Федерального Резерва, с момента его основания и до времени публикации книги. В заключительной главе своей книги автор упоминает специальные расследования комиссий Конгресса и критикует тот факт, что некоторые банки, за счет наличия акций ФРС, имеют значительную власть и могут влиять на принимаемые решения законодательной и исполнительных властей. Автор так же критикует «Бильдербергский клуб» (англ. Bilderberg Group) за то, что, якобы, с его помощью, «союз Ротшильдов-Рокфеллеров» (англ. Rockefeller-Rothschild alliance) продвигает свои интересы по всему миру. В приложении к своей книге Муллинс раскрывает документы из истории деловой части Лондона и критикует Тавистокский институт человеческих отношений (англ. Tavistock Institute of Human Relations) за разработку систем психологического влияния на жителей Великобритании и США. Основной темой книги Юстаса Муллинса является идея того, что при помощи создания Федерального резерва банкиры извлекают выгоду из создания долгов, ничего не создают, кроме записей в бухгалтерских книгах и, соответственно получают огромное преимущество перед остальными гражданами. Ближе к концу книги автор пишет свою точку зрения на Федеральную резервную систему:
Федеральная резервная система не является федеральной, у неё нет резервов, это не система, а криминальное сообщество. Это детище деятельности международной преступной группы, составленной из представителей династических фамилий, под чью диктовку устанавливается «Мировой порядок».
Федеральная резервная система — это система центрального банка, которая действует на территории США. Несмотря на то, что подобного определения вы не сможете найти в университетских учебниках, автор дает следующее определение: система центрального банка — это доминирующая финансовая сила, которая подчиняет её себе. Эта система полностью находится в частных руках, хотя и мимикрирует под государственный институт. Она имеет право выпуска денег, этой традиционной привилегии монархов. При её помощи финансируются войны. Это денежная монополия, в чьей власти распоряжаться деньгами и кредитом людей.
Юстас Муллинс посвятил свою книгу «Секреты Федерального резерва» Джорджу Стимсону и Эзре Паунду. В 1985 году Юстас Муллинс выпустил книгу-продолжение — «Мировой порядок: исследование гегемонии паразитизма» (англ. The World Order: A Study in the Hegemony of Parasitism),. В 1992-м году книга была дополнена и была издана под названием «Мировой порядок: Скрытые правители, которые нами управляют» (англ. The World Order: Our Secret Rulers). Автор полагает, что Федеральная резервная система и центральные банки других стран являются инструментом «Мировой системы семьи Ротшильдов» (англ. Rothschild World system) со штаб-квартирой в Лондоне. Эта система использует различные организации, такие как «Королевский институт международных отношений» (англ. Royal Institute of International Affairs), фонды, корпорации и конгломераты, разведывательные службы и.т.д. и.т.п. Автор полагает, что народы не имею реальной власти над своим собственным правительством, а миром управляет паразитической системой, контролируемой банками, фондами, корпорациями, которые выступают едиными фронтом в борьбе за установление мировой монополии. Он полагает, что этот олигархический аппарат, в свою очередь, контролируются династическими фамилиями, которые заработали состояния на торговле золотом, рабами и наркотиками. Автор заявляет, что раз этот «консорциум» в качестве результата имеет установление мировой монополии, он будет пытаться устанавливать «массовую культуру» (англ. World Culture), подрывающую национальное самосознание, разорять всех и каждого (за исключением себя), превратит мир в полицейское государство.
В 1985 году Юстас Муллинс выпустил книгу «Приказ на уничтожение» (англ. A Writ for Martyrs) в которой привел материалы из досье, заведенного на него ФБР. Приведенный в книге материал включал в себя записку от 1959 года, направленную Эдгару Гуверу (англ. J. Edgar Hoover) Алексом Розеном (англ. Alex Rosen), в которой высказывалась необходимость предъявления обвинения Юстасу Муллинсу за его политические взгляды. На этой записке, есть пояснение, написано рукой Гувера о том, что дело Муллинса имеет «высокий приоритет» и агенты ФБР «должны что-то сделать». В книге так же приводится факсимиле переписки между американским и немецким правительством, относительно уничтожения немецкого издания книги о Федеральном резерве. В 1988 году Юстас Муллинс пишет книгу «Смерть от инъекции» (англ. Murder by Injection) в которой высказывает предположение о том, что большая часть Соединенных Штатов контролируются семьей Рокфеллеров и что «медицинская монополия» носит пагубный характер для американцев, умышленно заражает людей ядами, вместо того, что бы их лечить. В 1989 году Юстас Муллинс пишет книгу «Изнасилованное правосудие» (англ. The Rape of Justice) в которой высказывает мнение о том, что судебная система США насквозь коррумпирована.

## Антисемитская деятельность
Во многих своих работах Юстас Муллинс высказывает мысль о том, что евреи ведут войну с христианской религией и западной цивилизацией. В дополнении ко всему, по мнению автора, евреи используют в своих целях коммунизм, сионизм и международные финансовые организации для уничтожения неевреев. Он так же полагает, что евреи паразитируют на людях другой веры. К «паразитам» он относит и семью Рокфеллеров.
Статья Юстаса Муллинса «Благодарность Адольфу Гитлеру» (англ. Adolf Hitler: An Appreciation), изданной в октябре 1952 года, упоминалась в отчете «Комиссии по расследованию антиамериканской деятельности» (англ. House Un-American Activities Committee). В этой статье автор высказывал антисемисткие взгляды и полагал, что Америка в неотплатном долгу перед Гитлером.
В брошюре «Секрет Холокоста» (англ. The Secret Holocaust) Муллинс высказывает мысль о том, что количество уничтоженных нацистами евреев подсчитано неверно и Холокост является лишь прикрытием для преступлений Советского Союза по уничтожению христиан. Советский Союз, с точки зрения автора, был лишь орудием «международного еврейства», созданного для уничтожения неевреев.
В 1968 году вышла книга «Биологический еврей» (англ. The Biological Jew) которая, по мнению Муллинса, давала честный анализ силам, стоящими за «упадком западной цивилизации». Автор утверждает, что главное упущение, которое сделали предыдущие исследователи, было то, что они недооценили силы «паразитов». Свою книгу автор начинает с описания паразитизма в животном мире, после чего комментирует работы Освальда Шпенглера и Арнольда Тойнби и высказывает мысль о том, что если общество рассматривать в качестве организма, то евреи будет выполнять в нём роль паразитов.
Майкл Баркун (англ. Michael Barkun) охарактеризовал работу «Мировой Порядок: Секретные правители, которые нами управляют» (The World Order: Our Secret Rulers) Юстаса Муллинса, как «антисемитскую версию теории ордена Иллюминатов». Баркун пишет:
«Подобно своему учителю (Эзра Паунд), Муллинс полагает, что все зло в мире происходит в результате финансовых операций, в которых евреи занимают центральное место. Но при описании мировых вопросов, в пику современной историографии, его взгляды конспиролога не идут дальше того, чтобы представить орден Иллюминатов лишь связующим звеном между идеями, пришедшими с Ближнего Востока и идеями ранних марксистов. Создатель Ордена Иллюминатов Адам Вейсгаупт (нем. Adam Weishaupt) в представлении Муллинса является лишь марионеткой… Муллинс полагает, что в реальности Иллюминатами управляли евреи….»

## Политический активизм
С начала 1950-х годов по 1990-е годы Юстас Муллинс был связан с рядом экстремистских правых и неофашистских организаций, среди которых были «Национальная ассоциация содействия прогрессу белых людей» (англ. National Association for the Advancement of White People), группа Джеймса Мэдола (англ. James Hartung Madole), а также «Партия национального возрождения» (англ. National Renaissance Party).  В начале 1950-х годов Юстас Муллинс регулярно участвовал в выступлениях на мероприятиях «Партии национального возрождения». Его соседом по комнате являлся Мэтт Коль, который позднее возглавил Американскую нацистскую партию, а в тот период был руководителем «Гвардии безопасности» (англ. Security Echelon Guard) «Партии национального возрождения».
В конце 1950-х годов Юстас Муллинс также сотрудничал с идеологом «научного расизма» Робертом Каттнером (англ. Robert E. Kuttner), который занимал должность помощника редактора в журнале Чарльза Ли Смита (англ. Charles Lee Smith) «Искатель истины» (англ. The Truth Seeker). Вместе они разрабатывали и пропагандировали теории Каттнера о превосходстве белой расы. В 1958 году Юстас Муллинс и Роберт Каттнер стали соучредителями Института биополитики (Institute for Biopolitics), целью которого была популяризация как собственных идей Роберта Каттнера, так и концепций их предшественников, в частности, работ Морли Робертса (англ. Morley Charles Roberts).
К середине 1990-х годов Юстас Муллинс воспринимался как один из ключевых идеологов движения ополчения.  В этот период он активно выступал с лекциями перед группами ополченцев в различных штатах США.  Его работа «Секреты Федерального резерва» стала частью идеологической базы движения, предоставляя псевдонаучное обоснование конспирологическим теориям о существовании тайного заговора финансовых элит, якобы контролирующих мировую финансовую систему.

## Работы

### Книги
- The Curse of Canaan: A Demonology of History, Revelation Books, Staunton, Virginia, 1987, 242 pages, ISBN 0-9786517-1-5 (2007)
- The Federal Reserve Conspiracy, Common Sense, Union, New Jersey, 1954, 144 pages
- Mullins' New History of the Jews, The International Institute of Jewish Studies, Staunton, Virginia, 1978, reprint of 1968 edition. Quoting from the introduction: «… throughout the history of civilization, one particular problem of mankind has remained constant. In all of the vast records of peace and wars and rumors of wars, one great empire after another has had to come to grips with the same dilemma … the Jews.»
- Murder by Injection: The Medical Conspiracy Against America, The National Council for Medical Research, Staunton, Virginia, ISBN 0-88060-694-0
- My Life in Christ, Faith and Service Books, Aryan League of America Staunton, Virginia, 1968, 90 pages
- The Rape of Justice: America’s Tribunals Exposed, Staunton, Virginia: National Commission for Judicial Reform, 1989
- The Secret History of the Atomic Bomb
- The Secrets of the Federal Reserve, 1952. Reprinted John McLaughlin, 1983, 208 pages, ISBN 0-9656492-1-0
- The Sedition Case, Sons Of Liberty, 1985, Metairie, Louisiana, 1985, Trade Paperback
- This Difficult Individual: Ezra Pound, Fleet Publishing Corporation, (1961) reprint, Noontide Press, ISBN 0-317-53248-0
- This Difficult Individual: Ezra Pound, Angriff Press: Hollywood, California, 1961. With black & white photos of Ezra Pound taken while incarcerated, 388 pages, cloth reprint (exactly as Fleet Press edition; bootlegged?)
- War! War! War!, Sons of Liberty, 1984, ISBN 0-89562-100-2
- A Writ for Martyrs, OTU Christ Church, 1985, Soft Cover, 223 pages
- The World Order: A Study in the Hegemony of Parasitism, Staunton, Virginia: Ezra Pound Institute, 1985, 217 pages
- The World Order: Our Secret Rulers, Staunton, Virginia: Ezra Pound Institute, 1992, 294 pages

### Брошюры и другие работы
- 27 Billion Dollar Rip Off; The Power Brokers
- America’s New Robber Barons: Exclusive Report, pamphlet, 8 pages
- American Patriotism Means Loyalty to Israel, Says Jack, pamphlet, reprint, 2 pages
- Boycott: The Jewish Weapon
- Canada: A Financial Report For 1992
- The Celebration Of Rosh Hashanah
- The Coup That Never Was
- Criminals On Capitol Hill
- The Danger Of International Merger Mania
- The Day Is Here
- Death To The Peacemakers
- Easter
- Education For Death
- Education for Slavery
- Every Man A King
- FDR
- Federal Reserve Notes: Shackles Of Slavery
- General MacArthur The Man Who Refused to Lose
- Genocide In America
- George Sylvester Viereck: Roosevelt’s Victim, pamphlet, 3 pages
- The Glorious Revolution, corner-stapled report, 4 pages
- The Hidden Hand Behind Televangelism
- The Holocaust Explained
- How The Media Is Manipulated
- How To Become A United States Senator
- Is There A New World Order?
- Jesse Jackson And The Jews'', corner-stapled report, 7 pages
- Jewish TV: Sick, Sick, Sick
- Jewish War Against The Western World
- Judges or Criminals?, pamphlet, 3 pages
- Khatyn Or Katyn?, pamphlet, 2 pages
- The Lindbergh Murders: Hauptman Was Innocent
- Marching through Georgia, pamphlet
- Murder
- Murder by Injection: The Great Swine Flu Massacre
- Murder On The Supreme Court
- New Israel
- New Look at Herzl, 2 pages, corner-stapled photocopied report. Reveals that Herzl’s grandiose plans for Zionism resulted from VD.
- The New World Order
- None Dare Call Him Traitor: Larry Abraham The Israeli Connect, pamphlet, 8 pages
- Operation Desert Shield, corner-stapled report, 4 pages
- Our Identity
- The Plagues Of Pharaoh
- The Power Brokers Of Canada'
- Reagan’s Final Surrender, corner-stapled report, 2 pages
- The Scandal Unveiled
- The Secret Holocaust, CPA Book Publishers, Boring, Oregon, small 34-page pamphlet
- Sigmund Freud: Anti-Christ Devil
- Supreme Court Burns Us Again
- The Trilaterals Are Back In The White House
- The Vietnam Wall
- The War Against Christianity
- There’s A Gulag In Your Future
- Trotsky: Where Are You Now?
- The War Against Vietnam Veterans
- War Is The Only Way Out
- The Warburgs, An American Success Story, corner-stapled catalog, 7 pages.
- Warning: The Department Of Justice Is Dangerous To Americans
- Washington DC: City Of Fear
- What Are We Fighting To Preserve?
- What Made Sammy Run?: How Racial Hatred Creates Billion Dollar Fortunes, pamphlet, 10 pages
- Who Owns the TV Networks ?
- Why General Patton was Murdered, pamphlet, 4 pages
- You Can Stop the Threatened Depression!, leaflet, USA: Liberty Free Press, USA